# Pfarrkirche Weißenkirchen im Attergau

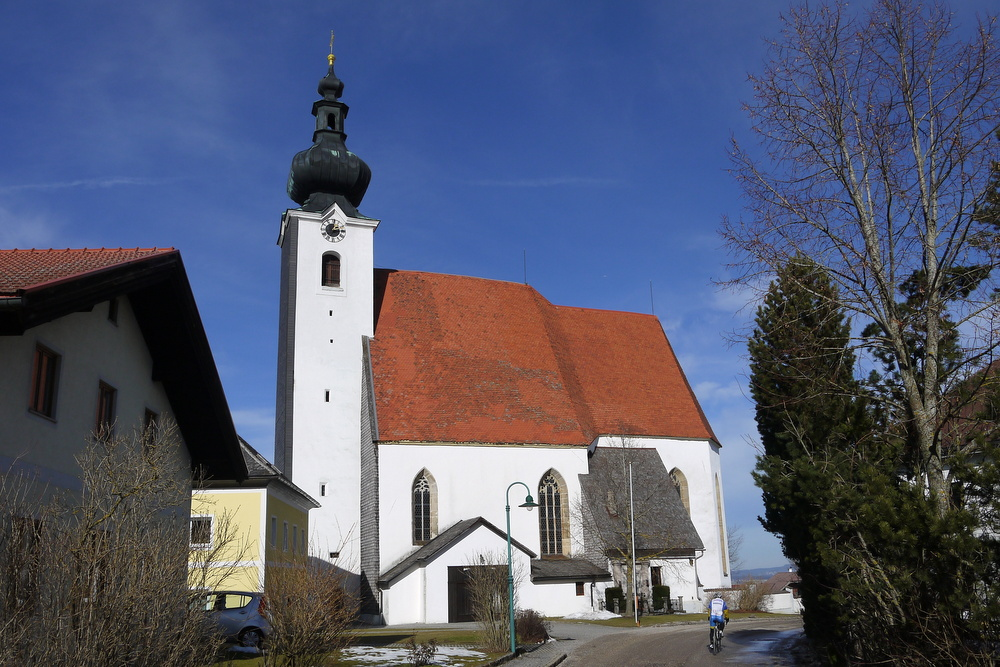
Katholische Pfarrkirche hl. Margaretha in Weißenkirchen im Attergau

Die römisch-katholische Pfarrkirche Weißenkirchen im Attergau steht in der Gemeinde Weißenkirchen im Attergau im Bezirk Vöcklabruck in Oberösterreich. Sie ist der heiligen Margaretha geweiht und gehört zum Dekanat Frankenmarkt in der Diözese Linz. Das Bauwerk steht unter Denkmalschutz (Listeneintrag).

## Geschichte
Der erste urkundliche Nachweis eine Kirchenbaues stammt aus einem Ablassbrief für die Pfarre St. Georgen im Attergau (1299), wobei die Kirche ursprünglich nach ihrer Schutzheiligen St. Margaretha im Wald bezeichnet wurde. Die Pfarrkirche ist ein spätgotischer Bau von Baumeister Stephan Wultinger.

## Architektur
Kirchenäußeres
Das Südportal ist reich verstäbt und weist ein Steinmetzzeichen auf. Dem Portal ist eine tonnengewölbte Vorhalle vorgebaut. Das Tor zur Sakristei ist gotisch. Die Westseite des Turmes, die Wetterseite, wurde aufgrund der exponierten Lage der Kirche mit Eternittafeln verkleidet.
Kircheninneres
Das Langhaus ist eine Hallenkirche in Form einer „Einsäulenkirche“. Das Langhaus ist zweischiffig und zweijochig. Darüber ist Netzrippen- und Sternrippengewölbe, das auf einer gerauteten Rundsäule ruht. Am Schlussstein steht die Jahreszahl 1514. Der Chor ist eingezogen und netzrippengewölbt. Er schließt in einem 3/8-Schluss. Am Schlussstein sind das Meisterzeichen und die Jahreszahl 1512. Die spätgotischen ornamentalen Fresken im Chorgewölbe wurden bei einer Renovierung 1951 übertüncht.

## Ausstattung
Der neugotische Hochaltar stammt von dem Atterseer Bildhauer Josef Hochrainer aus dem Jahr 1890. Dazu passen die beiden neugotischen Sitzbänke im Altarraum.  Auf der barocken Kanzel werden biblische Darstellungen gezeigt: Auf der Vorderseite das Bild eines Sämannes in der alten bäuerlichen Tracht des Attergaues, seitwärts der Fischfang, altarseitig die Erscheinung des (hier jugendlich und bartlos gezeichneten) Auferstandenen vor den Jüngern in einer Landschaft, die dem Attergau ähnlich ist. 